# WRC 3 FIA World Rally Championship
WRC 3 FIA World Rally Championship (o anche WRC 3) è un videogioco di guida prodotto da Milestone, basato sul Campionato del mondo rally 2012. È il seguito di WRC 2 FIA World Rally Championship ed è stato pubblicato il 12 ottobre 2012 per Microsoft Windows, PlayStation 3, PlayStation Vita e Xbox 360 in Europa.